# Endosamara racemosa
Endosamara es un género monotípico de plantas con flores perteneciente a la familia Fabaceae. Su única especie: Endosamara racemosa  (Roxb.) R.Geesink, es originaria de Asia donde se encuentra en Birmania, la India, Filipinas, Sri Lanka y Tailandia.

## Taxonomía
El género fue descrito por Nicholas Edward Brown y publicado en Journal of Botany, British and Foreign 66: 141. 1928.
Sinonimia
- Millettia leiogyna Kurz
- Millettia pallida Dalzell
- Millettia pallida (Dalzell & A.Gibson) Dalzell
- Millettia racemosa (Roxb.) Benth.
- Pongamia racemosa Graham
- Robinia racemosa Roxb.
- Tephrosia racemosa Wight & Arn.
- Wisteria pallida Dalzell & A.Gibson
- Wisteria racemosa Dalzell & A. Gibson